# 조방농업

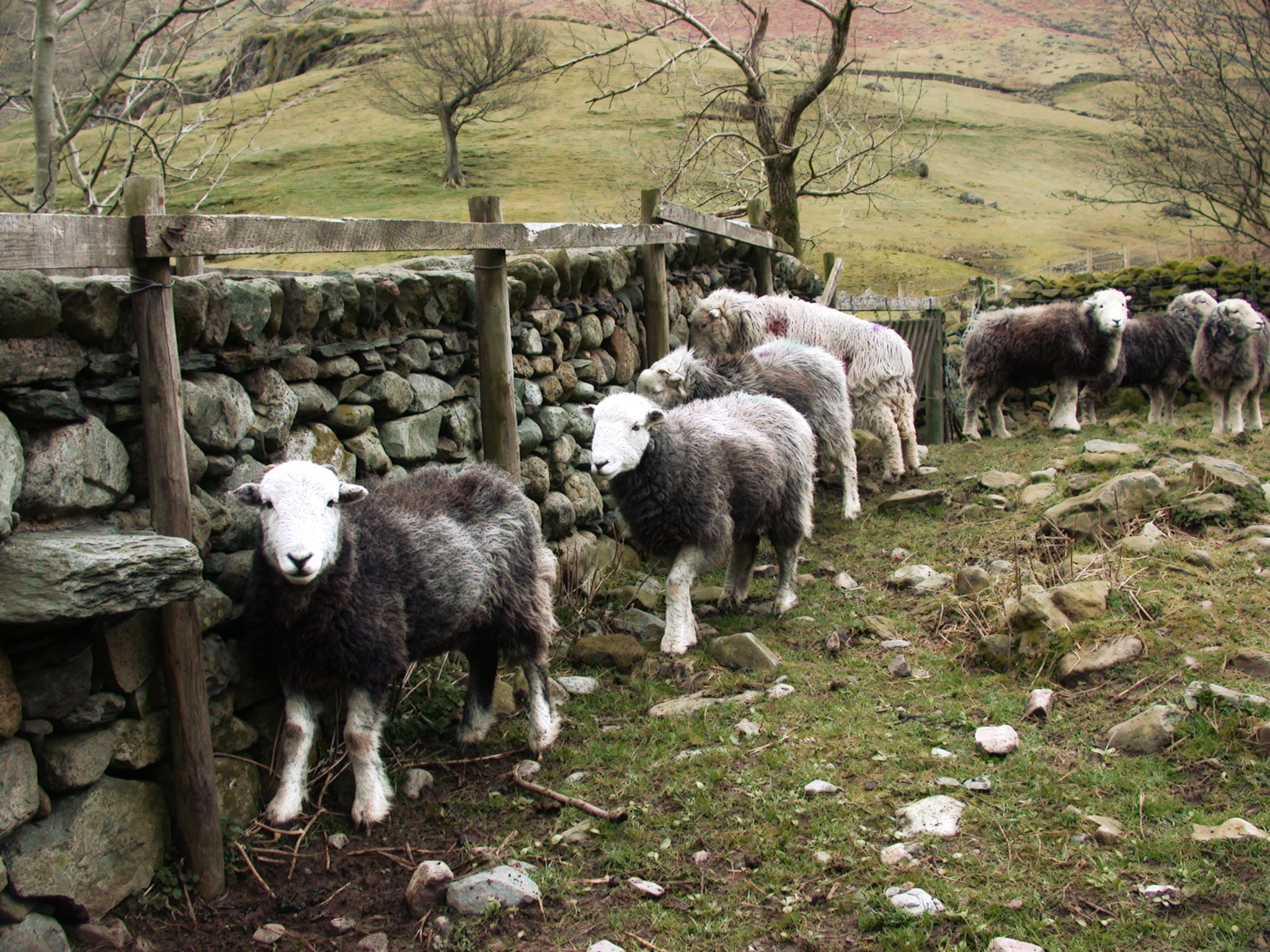

조방농업(粗放農業, extensive farming)은 집약농업의 반의어로서, 경작되는 토지 면적에 비해 적은 양의 노동, 비료 및 자본 투입을 사용하는 농업 생산 시스템이다.

## 시스템
조방농업은 가장 일반적으로 농업 생산성이 낮은 지역에서 양과 소를 사육하는 것을 의미하지만, 오스트레일리아의 머레이 달링 분지와 같은 지역에서 밀, 보리, 식용유 및 기타 곡물 작물을 대규모로 재배하는 것도 포함된다. 이곳에서는 극심한 노후화와 토양 빈곤으로 인해 헥타르당 수확량이 매우 낮지만 지형이 평평하고 농장 규모가 매우 커서 단위 노동당 수확량이 높다. 유목민 목축은 조방농업의 극단적인 예이다. 목동들은 가끔씩 내리는 비에서 나오는 사료를 사용하여 가축을 이동시킨다.

## 같이 보기
- 목축
- 복작목장
- 화전농업
- 혼농임업
- 이목 (목축)